# 拉科瓦 (利維夫州)
49°35′33″N 23°3′41″E / 49.59250°N 23.06139°E
拉科瓦（羅馬化：Rakova）是烏克蘭的村莊，位於該國西部利沃夫州，由桑比爾區負責管轄，面積2.11平方公里，海拔高度289米，2001年人口705，人口密度每平方公里334.12人。